# Sant Pere vell de Jou
Sant Pere vell de Jou és l'antiga església parroquial romànica del poble de Jou, en el terme municipal de la Guingueta d'Àneu, a la comarca del Pallars Sobirà. Pertany al territori de l'antic terme de Jou.
Està situada a l'extrem meridional del nucli de població de Jou.